# Escut de la República Socialista Soviètica de l'Azerbaidjan
L'escut de la República Socialista Soviètica de l'Azerbaidjan va ser adoptat el 1937 pel govern de la República Socialista Soviètica de l'Azerbaidjan. L'escut d'armes està basat en l'escut d'armes de la Unió Soviètica.
L'emblema compta amb una torre de perforació que representa rics dipòsits de petroli de Bakú i, darrere d'ella, un sol naixent, de peu per al futur de la nació àzeri. La falç i el martell són un lloc prominent per sobre d'ella, mentre que l'estrella vermella (simbolitzant el "socialisme en els cinc continents") es troba a la part superior de l'emblema, per la victòria del comunisme i la "comunitat mundial socialista dels estats ". La vora exterior compta amb símbols de l'agricultura - blat i cotó.
L'eslògan a la bandera porta el lema estatal de la Unió Soviètica, ("Treballadors del món, uniu-vos!") Tant en els idiomes rus i àzeri. En azerbaidjanès, es diu "Бүтүн өлкəлəрин пролетарлары, бирлəшин!" (en l'actual escriptura azerbaidjanès Llatina: "Bütün ölkələrin proletarları, birləşin!").
El nom complet de la República Socialista Soviètica de l'Azerbaidjan s'explica tant en els idiomes rus i azerbaidjanès.
L'emblema va ser canviat en 1992 a l'actual emblema.

## Versions anteriors

Escut de la República Federativa Socialista Soviètica de Transcaucàsia (1922-1923)
Escut de la República Federativa Socialista Soviètica de Transcaucàsia (1923-1924)
Escut de la República Federativa Socialista Soviètica de Transcaucàsia (1924-1930)
Escut de la República Federativa Socialista Soviètica de Transcaucàsia (1930-1936)
Emblema de la República Socialista Soviètica de l'Azerbaidjan (1931-1937)